# Garçon à la pipe
Garçon à la pipe (Muchacho con pipa) es una pintura de Pablo Picasso. Fue pintado en 1905, cuando Picasso tenía 24 años, durante su periodo Rosa, poco después de establecerse en el barrio de Montmartre de París, Francia. El óleo sobre lienzo de pintura representa a un niño sosteniendo una pipa en la mano izquierda y con una guirnalda o corona de flores.

## Preparación del cuadro
Los trabajos preparatorios de la obra, incluían todo tipo de poses del muchacho, de pie, sentado o apoyado en la pared. Después de varias reconsideraciones, Picasso decidió pintarlo sentado. La siguiente cuestión que se planteó el pintor malagueño fue la posición del brazo, estudiando tanto su altura como el ángulo que formaba. En todos los trabajos preparatorios, el objeto que sostiene el niño en sus manos es una pipa.
Después de empezar y pintar una buena parte del cuadro, Picasso se dio un período de descanso de un mes. Después de este periodo de reflexión, decidió acabarlo colocándo una guirnalda de flores sobre la cabeza del muchacho. No se sabe por qué Picasso decidió hacer esto, pero hay un contraste entre la feminidad y la masculinidad en la imagen.

### El niño
Picasso vivía en la casa Bateau-Lavoir del barrio de Montmartre de París cuando pintó el cuadro. El pintor utilizaba con frecuencia a personas del barrio como modelos para sus trabajos, algunos se ganaban la vida como payasos o acróbatas, pero no se conoce mucho sobre el niño. Sí parece por las manifestaciones de varias fuentes es que el muchacho en su adolescencia, frecuentaba el estudio de Picasso y posaba de modelo, como en este óleo. El propio Picasso comentó sobre el niño que se era uno de los: "Tipos locales, actores, señoras y caballeros, delincuentes... que permanecían por allí, a veces durante todo el día. El me observaba mientras trabajaba y le encantaba. "
De este comentario, se podría concluir que Picasso no quería que la gente supiese quien era el niño y que él no lo conocía realmente. 

## Venta
El cuadro fue adquirido en primer lugar por John Hay Whitney, en 1950 por 30.000 dólares. El 5 de mayo de 2004, la pintura fue vendida por 104.168.000 dólares en una subasta de Sotheby's en Nueva York. Sotheby's no ha dicho quien fue el comprador de la pintura. En aquel momento, rompió el récord de la máxima cantidad pagada por una pintura subastada (cuando la inflación se ignora). La cantidad de 104 millones de dólares incluía el precio de adjudicación de la pintura, 93 millones más la comisión de la casa de subastas, de alrededor de 11 millones. La pintura tenía una estimación preventa de 70 millones de dólares.
Muchos críticos de arte han afirmado que el alto precio de venta de la pintura tiene más que ver con el nombre del autor, que con el mérito o importancia histórica del cuadro. El diario The Washington Post informaba que preguntado sobre esta transmisión a Pepe Karme, experto en el trabajo de Picasso, la mañana después de la venta, dijo mostrarse enojado sobre este asunto. "Estoy sorprendido", manifestó, "que una agradable pintura menor puede alcanzar el precio que correspondería a una verdadera obra maestra de Picasso, demuestra hasta qué punto el mercado está divorciada de los verdaderos valores del arte"